# Lamotte-Warfusée
Pour les articles homonymes, voir Lamotte.
Lamotte-Warfusée est une commune française située dans le département de la Somme, en région Hauts-de-France.

## Géographie

### Localisation
Lamotte-Warfusée est un village picard de l'Amiénois et de la région naturelle du Santerre.
Limitrophe de Villers-Bretonneux, la commune est située à 7 km au sud-est de Corbie , 10 km au nord-ouest de Rosières-en-Santerre, 15 km au sud-ouest d'Albert, 22 km à l'est d'Amiens, 48 km au sud d'Arras et à 50 km à l'ouest de Saint-Quentin à vol d'oiseau.
Le territoire de la commune est limitrophe de ceux de huit communes.
Les communes limitrophes sont Wiencourt-l'Équipée, Bayonvillers, Cerisy, Le Hamel, Hamelet, Marcelcave, Vaire-sous-Corbie et Villers-Bretonneux.

### Géologie et relief
Le sol de la commune est de formation quaternaire. Il est constitué partout du limon des plateaux, terre argileuse d'une épaisseur variant de quelques centimètres à plusieurs mètres selon les endroits. Sous la terre végétale, se trouve une épaisse couche calcaire de formation secondaire qui affleure en quelques endroits,.
Le paysage de la commune est celui d'un plateau avec de faibles dépressions de terrain : le vallon Saint-Pierre au sud, le Jean Quart au nord, ainsi que ceux situés au sud et à l'est de Warfusée. Le point culminant de la commune (~90 m) se trouve à la limite de la commune de Bayonvillers sur la route Amiens - Saint-Quentin,.

### Hydrographie
La commune est située dans le bassin Artois-Picardie. Elle n'est drainée par aucun cours d'eau.

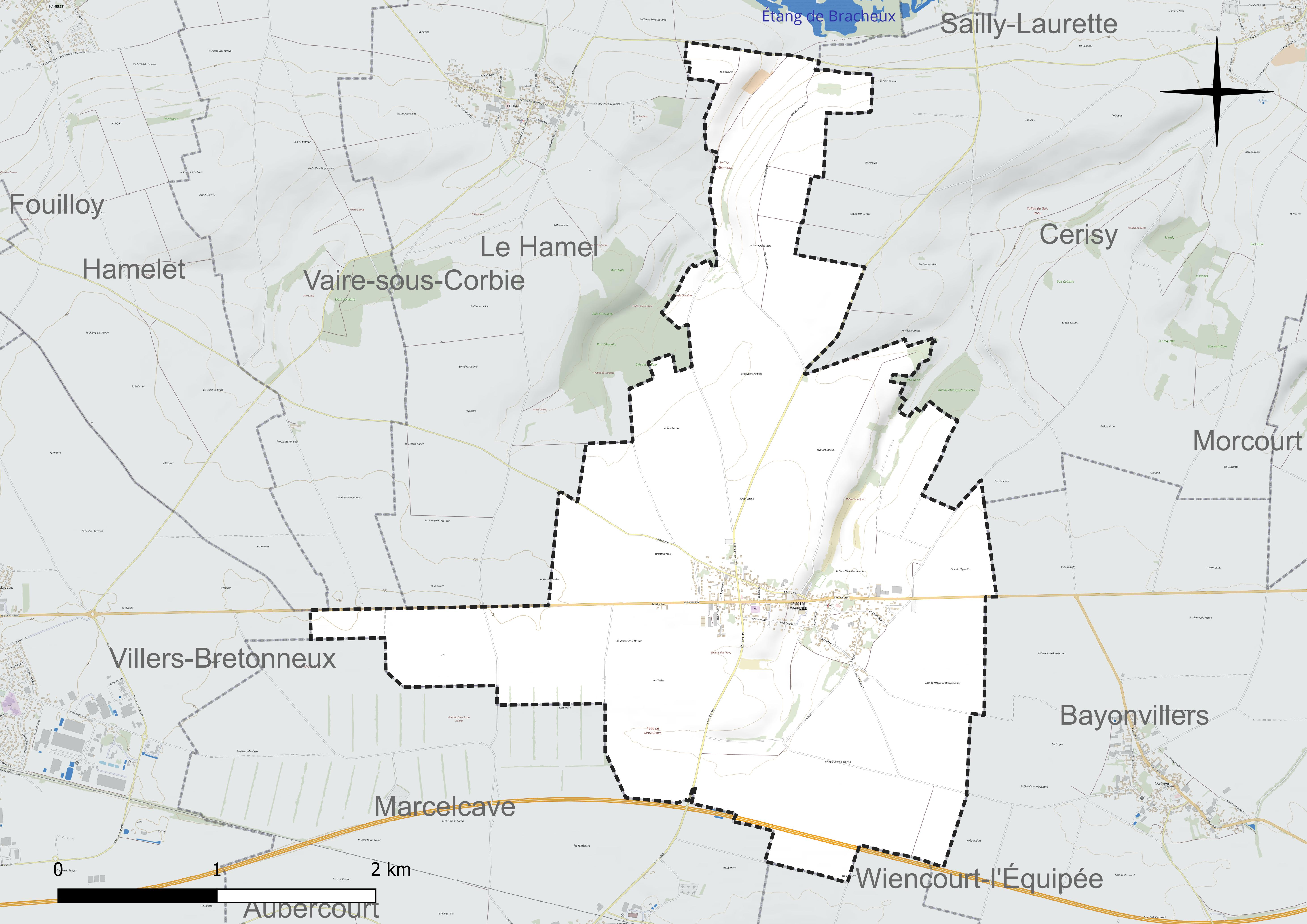
Réseau hydrographique de Lamotte-Warfusée.

### Climat
Pour des articles plus généraux, voir Climat des Hauts-de-France et Climat de la Somme.
En 2010, le climat de la commune est de type climat océanique dégradé des plaines du Centre et du Nord, selon une étude du CNRS s'appuyant sur une série de données couvrant la période 1971-2000. En 2020, Météo-France publie une typologie des climats de la France métropolitaine dans laquelle la commune est exposée à un climat océanique et est dans la région climatique Nord-est du bassin Parisien, caractérisée par un ensoleillement médiocre, une pluviométrie moyenne régulièrement répartie au cours de l'année et un hiver froid (3 °C).
Pour la période 1971-2000, la température annuelle moyenne est de 10,2 °C, avec une amplitude thermique annuelle de 14 °C. Le cumul annuel moyen de précipitations est de 728 mm, avec 11,6 jours de précipitations en janvier et 8,6 jours en juillet. Pour la période 1991-2020, la température moyenne annuelle observée sur la station météorologique la plus proche, située sur la commune de Méaulte à 13 km à vol d'oiseau, est de 10,7 °C et le cumul annuel moyen de précipitations est de 730,3 mm,. Pour l'avenir, les paramètres climatiques de la commune estimés pour 2050 selon différents scénarios d'émission de gaz à effet de serre sont consultables sur un site dédié publié par Météo-France en novembre 2022.

## Urbanisme

### Typologie
Au 1er janvier 2024, Lamotte-Warfusée est catégorisée commune rurale à habitat dispersé, selon la nouvelle grille communale de densité à sept niveaux définie par l'Insee en 2022.
Elle est située hors unité urbaine. Par ailleurs la commune fait partie de l'aire d'attraction d'Amiens, dont elle est une commune de la couronne,. Cette aire, qui regroupe 369 communes, est catégorisée dans les aires de 200 000 à moins de 700 000 habitants,.

### Occupation des sols
L'occupation des sols de la commune, telle qu'elle ressort de la base de données européenne d'occupation biophysique des sols Corine Land Cover (CLC), est marquée par l'importance des territoires agricoles (94,9 % en 2018), une proportion sensiblement équivalente à celle de 1990 (95,7 %). La répartition détaillée en 2018 est la suivante : terres arables (93,2 %), zones urbanisées (5,1 %), zones agricoles hétérogènes (1,6 %), forêts (0,1 %). L'évolution de l'occupation des sols de la commune et de ses infrastructures peut être observée sur les différentes représentations cartographiques du territoire : la carte de Cassini (XVIIIe siècle), la carte d'état-major (1820-1866) et les cartes ou photos aériennes de l'IGN pour la période actuelle (1950 à aujourd'hui).

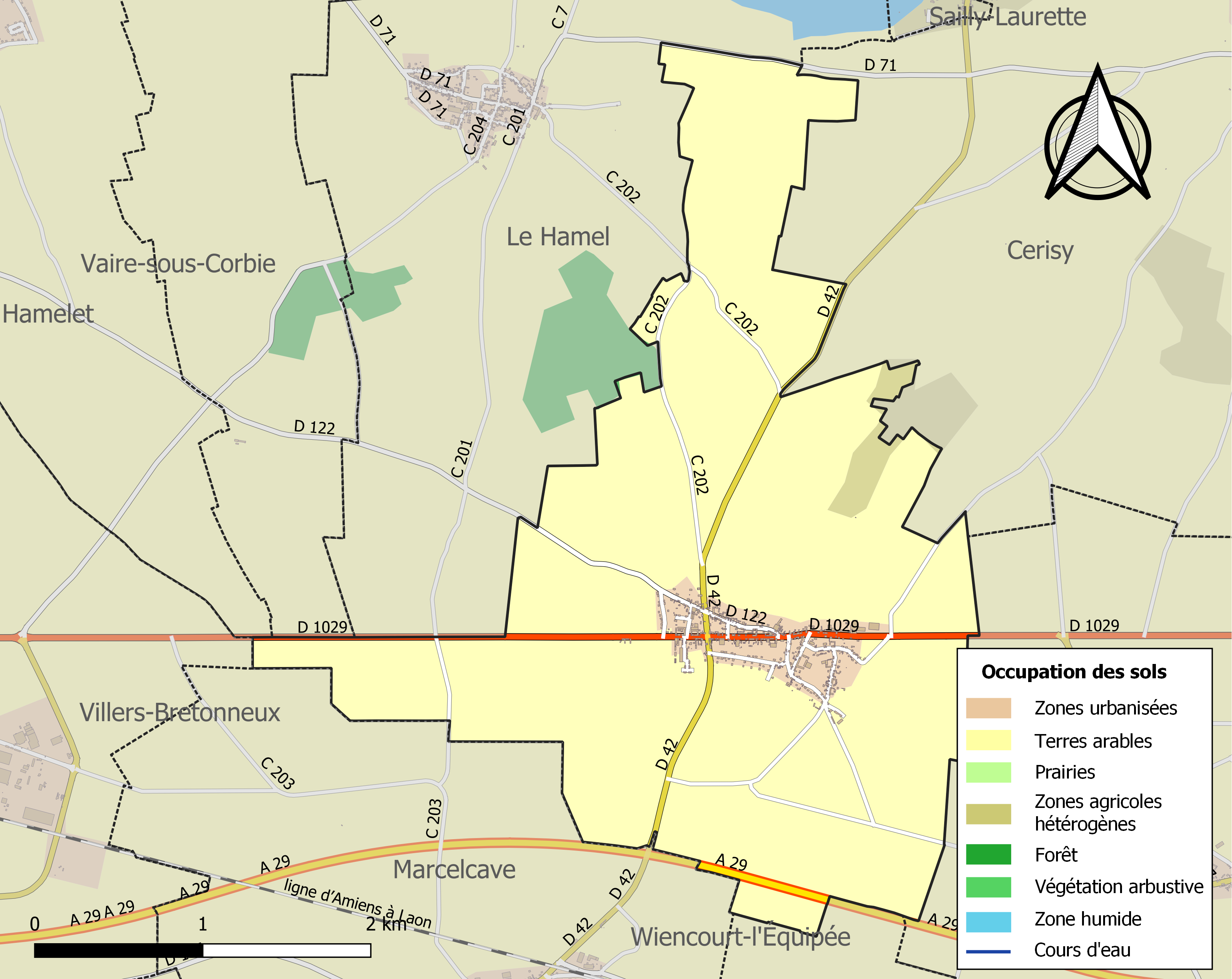
Carte des infrastructures et de l'occupation des sols de la commune en 2018 (CLC).

### Voies de communication et transports
En 2019, la localité est desservie par les autocars du réseau inter-urbain Trans'80, Hauts-de-France (ligne no 47).

## Toponymie
Lamotte est attesté sous les formes Mota (1204), Le Mote en Santers (1400), Les Molles (1638), Lamotte en Sangterre (1728) et enfin Lamotte en Santerre (17 brumaire an X (8 novembre 1801)) fait référence à une motte castrale.
Warfusée est attesté sous les formes Herfizes en 1557, Warfuzée en 1557,  Warfusée en 1657, Warfusé en 1757, Warfusée et Abancourt en 1801, Warfusée-Abancourt en 1836.
Warfusée serait issu de warde « garde », en picard, et ancien français fus de sens incertain, même mot que fusel, fuseau. A moins d'y voir le nom germanique Warfrid, suivi du suffixe localisant et de propriété -(i)acum
Abancourt, ancienne dépendance de Warfusée, est attesté sous les formes Abacurtis (833), Abencort (1186 et 1254), Abencourt (1301 et 1657), Abbencourt (1348), Abancourt (1348, 1696, 1733, 1778), Abbancourt (1482), Aboncourt (1648), Habencourt (1763) et enfin  Abancourt (à partir de 1829) signifierait « jardin abandonné »,.
Plus vraisemblablement le nom Abancourt est de formation toponymique médiévale associant l'anthroponyme Abba (ou Abbo au cas régime) et l'appellatif court, signifiant « cour de ferme », puis « ferme » et « village ».

## Histoire

### Antiquité
- Des haches en silex poli ont été retrouvées dans le sol de la commune. En 1896, un menhir renversé est mis au jour près de l'ancienne voie romaine d'Amiens à Vermand.

### Moyen Âge
En 662, la seigneurie de Lamotte-en-Santerre relève de l'abbaye de Corbie.
En 1204, Nicolas, chevalier de Lamotte, obtient de l'évêque d'Amiens, Richard de Gerberoy, que le village devienne une paroisse autonome. Jusque-là, il ne possédait qu'une chapelle dépendant de la paroisse de Marcelcave. La construction de l'église Saint-Pierre est décidée. C'est probablement à la même époque que furent creusés les souterrains qui fournirent la pierre à bâtir et servir de refuge. Au XIIIe siècle, la seigneurie de Lamotte passe à la famille de Soyécourt.
À la fin du XIVe siècle, la seigneurie échoit à Pierre de La Trémouille, baron de Daours et seigneur d'Allonville. Au XVe siècle, des muches sont creusées sous le village de Lamotte.

### Époque moderne
Le village[Lequel ?] possède un château fort et une maladrerie. Pendant la guerre de Trente Ans, en 1636, la maladrerie et le château sont incendiés par les Espagnols. En 1656, le village d'Abancourt, situé à 3 km au nord de Warfusée est incendié par les Espagnols. Les habitants trouvent refuge à Warfusée qui prend par la suite le nom de Warfusée-Abancourt.
À la fin du XVIIe siècle, la seigneurie de Lamotte passe au seigneur de Picquigny. En 1695, par ordonnance royale, les biens de la maladrerie sont réunis à l'hospice de Montdidier.
En 1720, le village de Lamotte possède 70 maisons. La moitié des habitants environ s'adonne à la filature. En 1772, reconstruction de l'église de Warfusée.

### Époque contemporaine
- 1789, les biens de l'abbaye de Corbie sur le territoire de Lamotte-Warfusée sont déclarés biens nationaux et vendus à des agriculteurs de la commune ou des environs.
- 1802, la présence d'une école est attestée à Lamotte[7].

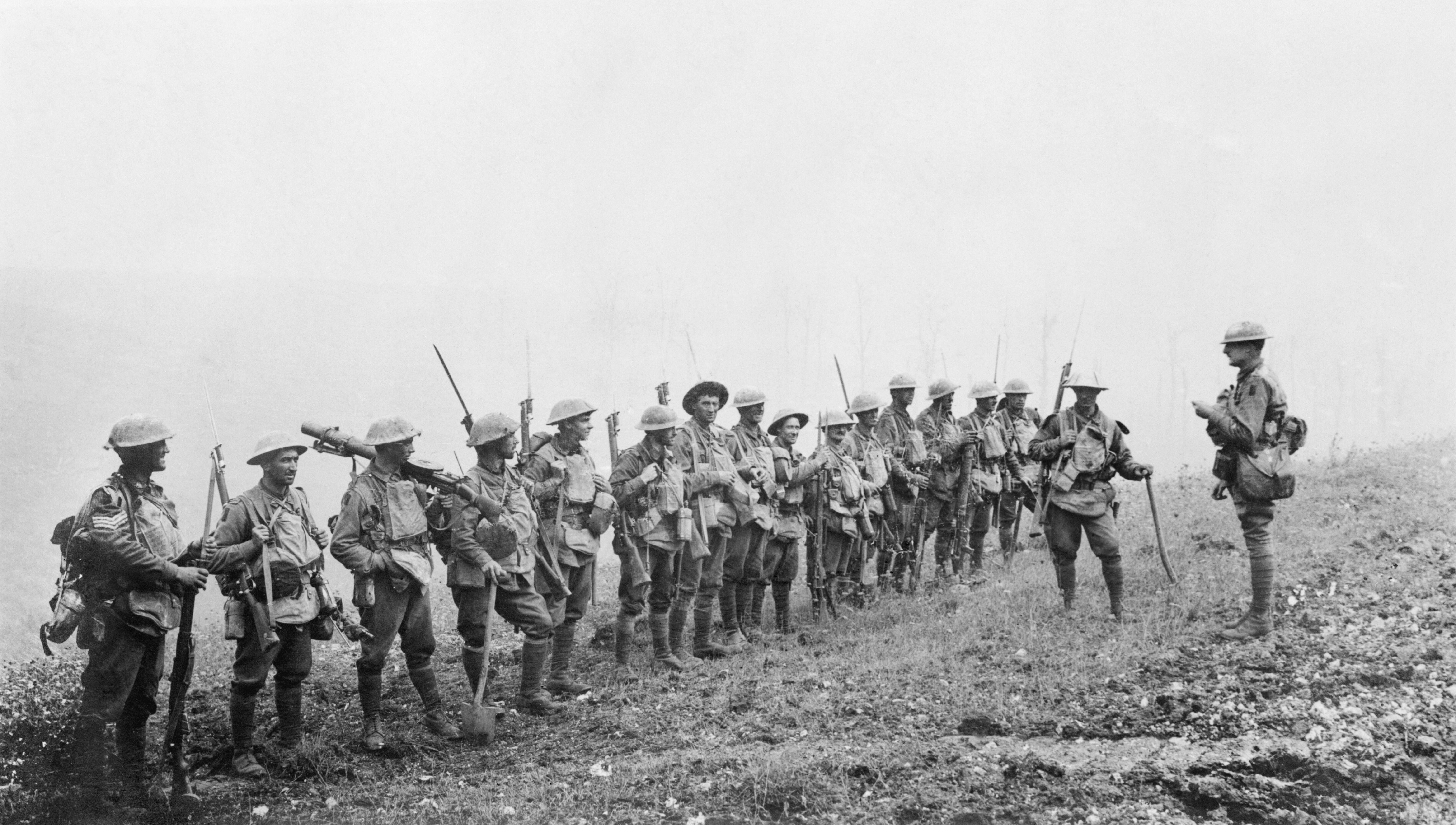
Soldats australiens à Warfusée-Abancourt (1914-1918).

- À la fin de l'épopée napoléonienne, en 1814-1815, les Cosaques occupent la commune.
- 1832, création d'une école de filles dans la commune.
- 1849, la brigade de gendarmerie de Lamotte est transférée à Corbie[7].
- Guerre franco-allemande de 1870, pendant l'Année terrible, la commune est occupée pendant deux mois par l'armée prussienne et subit de nombreuses réquisitions. Vingt-trois jeunes gens de la commune de Lamotte-en-Santerre prennent part aux combats. L'un meurt prisonnier en Allemagne et un est blessé. Vingt-cinq jeunes gens de la commune de Warfusée-Abancourt combattent, l'un d'eux est tué et un autre meurt des suites de ses blessures[7],[8].
- Pendant la Première Guerre mondiale, les villages sont anéantis par les combats[27]. Warfusée-Abancourt  et a  été décoré de la Croix de guerre 1914-1918, le 28 octobre 1920[28].

- 1974, fusion des communes de Lamotte-en-Santerre et  de Warfusée-Abancourt qui forment désormais la commune de Lamotte-Warfusée'[29].

## Politique et administration
En 1974, les communes de Lamotte-en-Santerre et Warfusée-Abancourt ont fusionné pour devenir la commune de Lamotte-Warfusée.

### Rattachements administratifs et électoraux
Rattachements administratifs
La commune se trouve  dans l'arrondissement d'Amiens du département de la Somme.
Elle faisait partie depuis 1793 du canton de Corbie. Dans le cadre du redécoupage cantonal de 2014 en France, cette circonscription administrative territoriale a disparu, et le canton n'est plus qu'une circonscription électorale.
Rattachements électoraux
Pour les élections départementales, la commune fait partie depuis 2014 du canton de Corbie
Pour l'élection des députés, elle fait partie de la quatrième circonscription de la Somme.

### Intercommunalité
Lamotte-Warfusée est membre de la communauté de communes du Val de Somme, un établissement public de coopération intercommunale (EPCI) à fiscalité propre créé fin 1993 et auquel la commune a transféré un certain nombre de ses compétences, dans les conditions déterminées par le code général des collectivités territoriales.

### Liste des maires
| Période                                  | Période                      | Identité             | Étiquette | Qualité                                                        |
| ---------------------------------------- | ---------------------------- | -------------------- | --------- | -------------------------------------------------------------- |
| Les données manquantes sont à compléter. |                              |                      |           |                                                                |
| 1974                                     | 1977                         | Adrien Détré         |           |                                                                |
| 1977                                     | mars 1987                    | Marc Desanlis        |           | Décédé en fonction                                             |
| 1987                                     | 1995                         | Bernard Dehurtevent  |           |                                                                |
| 1995                                     | mars 2008                    | Gérard Lambert       |           |                                                                |
| mars 2008                                | 24 novembre 2008             | Bernard Dehurtevent  |           | ingénieur agronome Décédé en fonction                          |
| 2009                                     | En cours (au 8 octobre 2020) | Frédéric Dehurtevent |           | Agriculteur, fils du précédent Réélu pour le mandat 2020-2026, |

## Population et société

### Démographie
L'évolution du nombre d'habitants est connue à travers les recensements de la population effectués dans la commune depuis 1793. Pour les communes de moins de 10 000 habitants, une enquête de recensement portant sur toute la population est réalisée tous les cinq ans, les populations de référence des années intermédiaires étant quant à elles estimées par interpolation ou extrapolation. Pour la commune, le premier recensement exhaustif entrant dans le cadre du nouveau dispositif a été réalisé en 2008.

En 2022, la commune comptait 715 habitants, en évolution de +1,56 % par rapport à 2016 (Somme : −1,26 %, France hors Mayotte : +2,11 %).
| 1793 | 1800 | 1806 | 1821 | 1831 | 1836 | 1841 | 1846 | 1851 |
| ---- | ---- | ---- | ---- | ---- | ---- | ---- | ---- | ---- |
| 550  | 553  | 550  | 561  | 625  | 667  | 650  | 655  | 661  |

| 1856 | 1861 | 1866 | 1872 | 1876 | 1881 | 1886 | 1891 | 1896 |
| ---- | ---- | ---- | ---- | ---- | ---- | ---- | ---- | ---- |
| 606  | 643  | 580  | 533  | 537  | 538  | 548  | 592  | 524  |

| 1901 | 1906 | 1911 | 1921 | 1926 | 1931 | 1936 | 1946 | 1954 |
| ---- | ---- | ---- | ---- | ---- | ---- | ---- | ---- | ---- |
| 463  | 416  | 410  | 201  | 231  | 233  | 200  | 209  | 223  |

| 1962 | 1968 | 1975 | 1982 | 1990 | 1999 | 2006 | 2008 | 2013 |
| ---- | ---- | ---- | ---- | ---- | ---- | ---- | ---- | ---- |
| 237  | 266  | 436  | 447  | 481  | 513  | 559  | 572  | 698  |

| 2018 | 2022 | - | - | - | - | - | - | - |
| ---- | ---- | - | - | - | - | - | - | - |
| 702  | 715  | - | - | - | - | - | - | - |

Les données antérieures à 1974 correpondent à la population de la seule ancienne commune de Lamotte-en-Santerre.

### Enseignement
La commune de Lamotte-Warfusée fait partie du RPI (regroupement pédagogique intercommunal) associant Bayonvillers, Guillaucourt, Wiencourt, Lamotte-Warfusée et Cayeux-en-Santerre.

### Principaux équipements

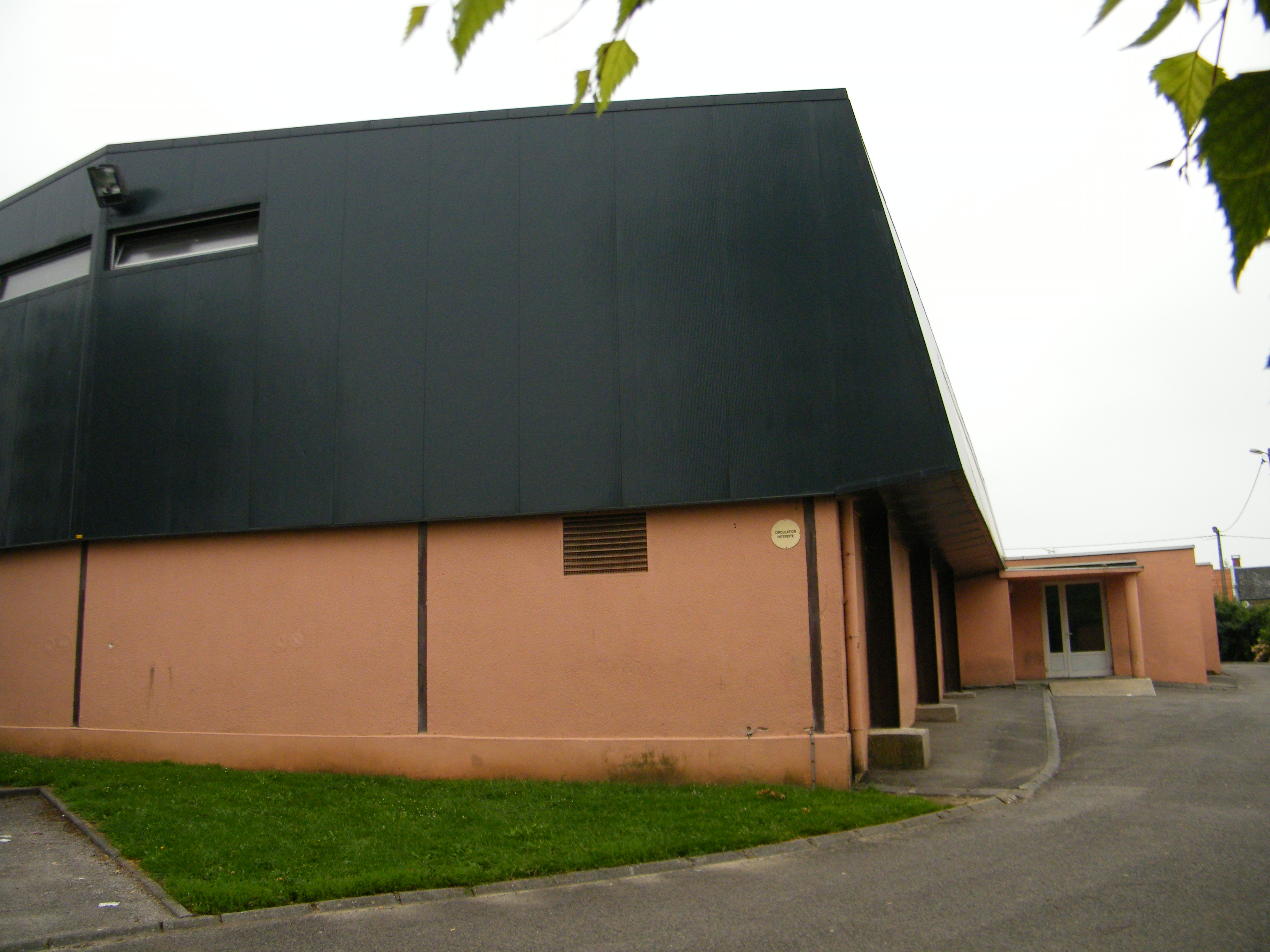
La salle Santerre.

La collectivité dispose de deux salles polyvalentes à la disposition des Lamottais et des associations locales, ainsi que de la médiathèque Croq'Pages.

## Économie
L'activité essentielle reste l'agriculture ; l'artisanat et le commerce sont des activités marginales dans la commune.

## Culture locale et patrimoine

### Lieux et monuments
- Église Saint-Pierre de Lamotte-Warfusée[42],[43],[44]. Elle a été édifiée sur les plans de l'architecte Godefroy Teisseire de 1929 à 1931, après les destructions de la Première Guerre mondiale.
- Église Saint-Thomas de Lamotte-Warfusée[45],[46].
- Refuge sous la place, près de l'église Saint-Pierre[47].

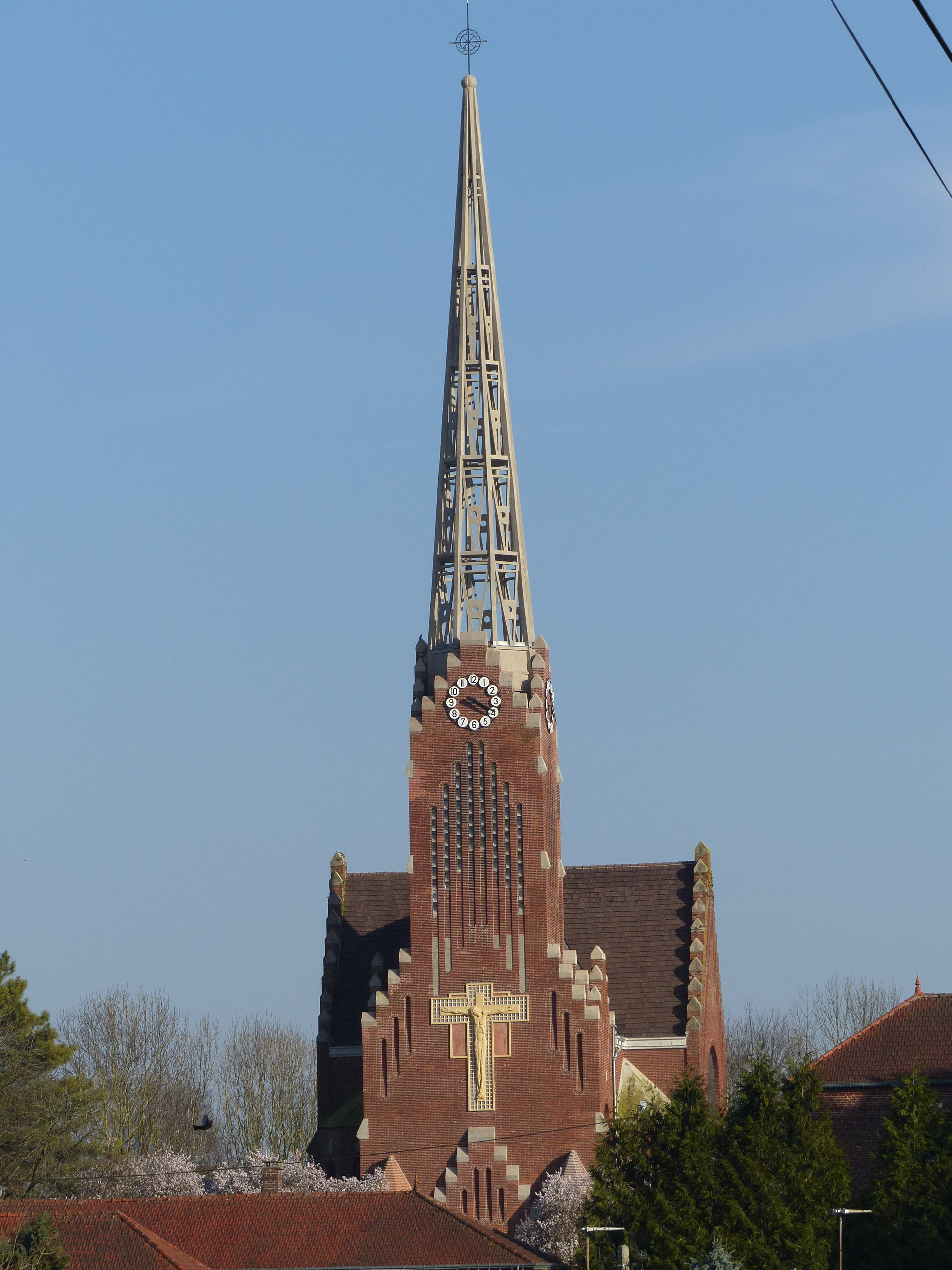
Église Saint-Pierre.
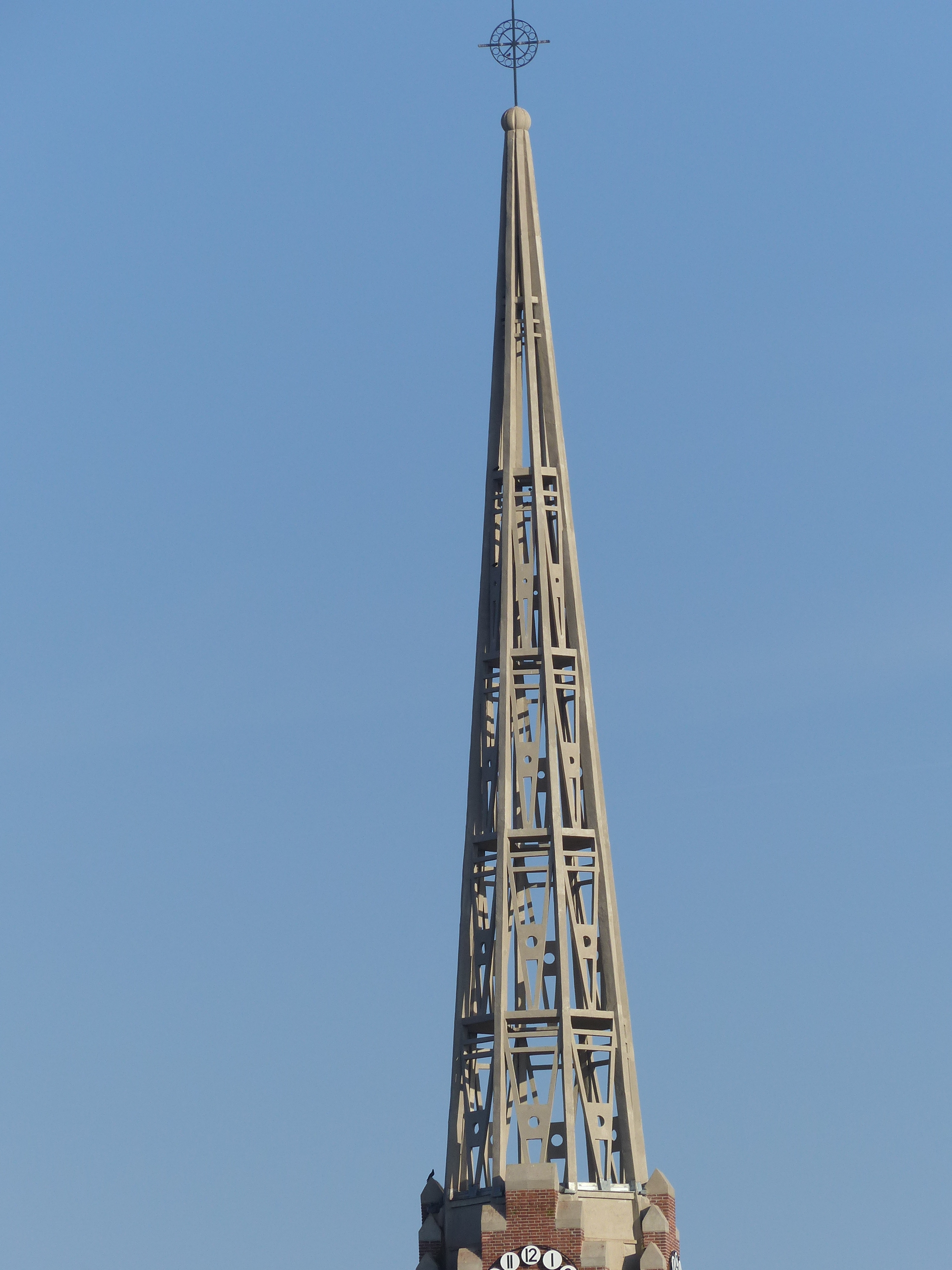
Le clocher en dentelle de béton de l'église Saint-Pierre
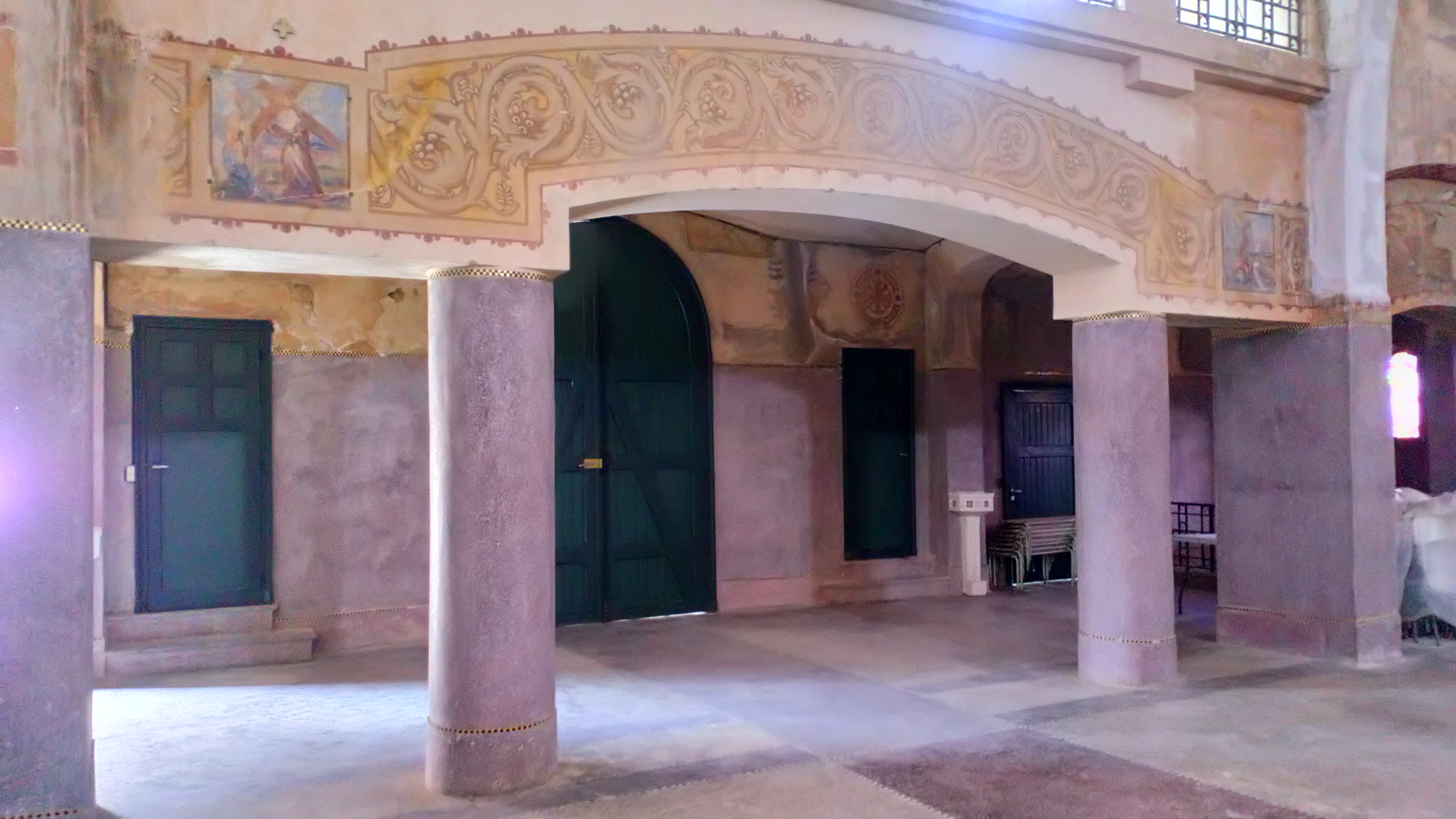
Narthex de l'Église Saint-Pierre.
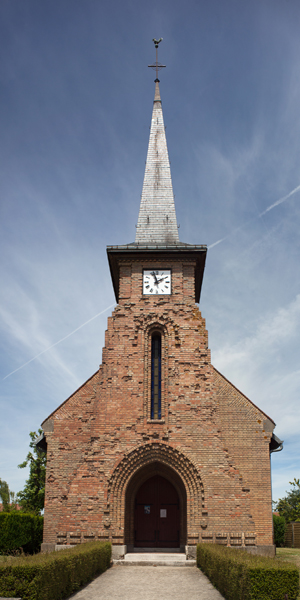
Église Saint-Thomas de Lamotte-Warfusée.
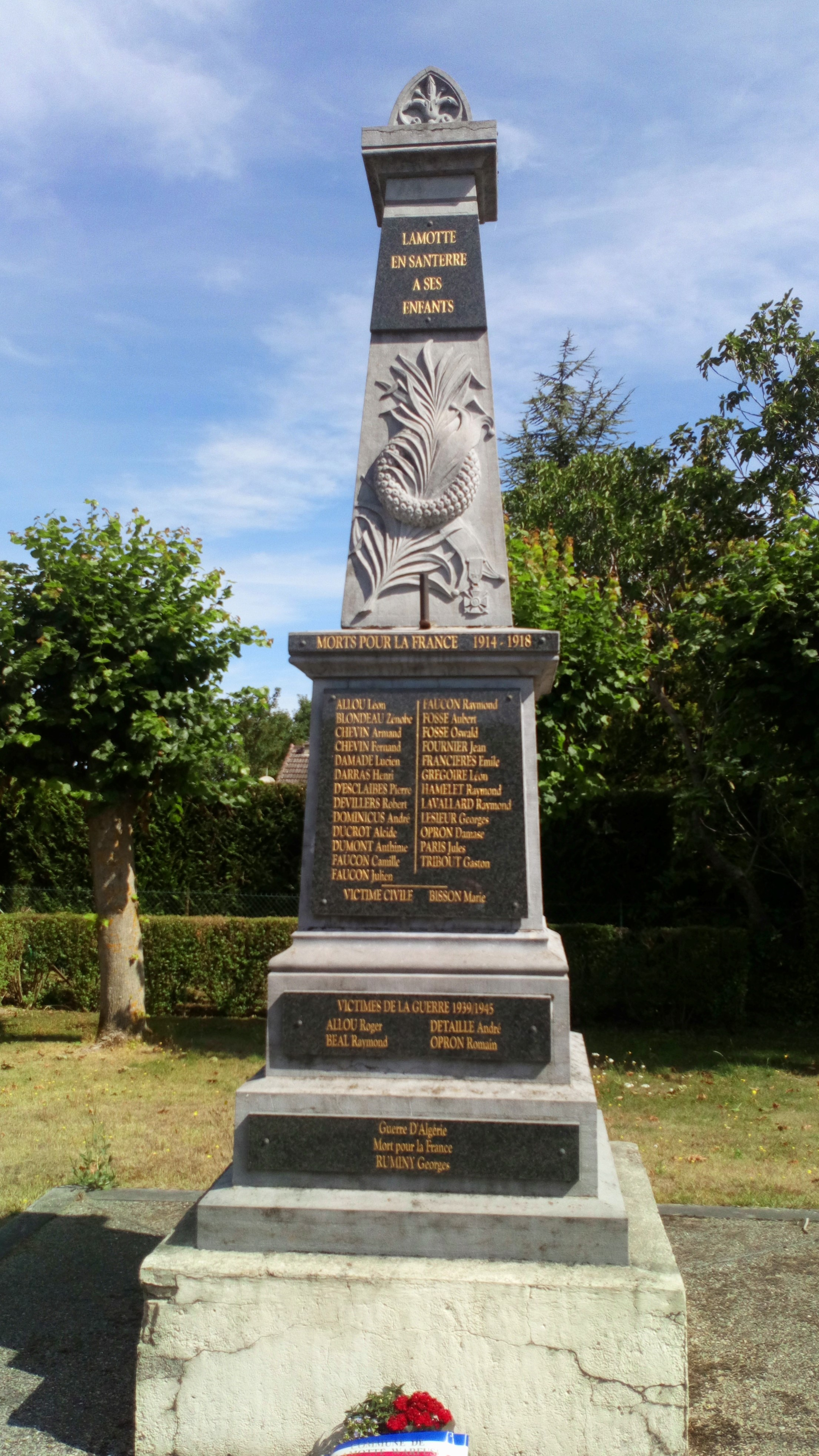
Monument aux morts de Lamotte-en-Santerre.

### Personnalités liées à la commune
- Au XVIe siècle, Wast Waroquier est seigneur de Lamotte et de Méricourt-l'Abbé. Il est tué au siège de Saint-Pol en 1537[26].
- En 1659, Antoine Le Caron, écuyer, seigneur de La Motte est élu maïeur d'Amiens.
- De 1749 à 1789, Warfusée et Lamotte ont pour dernier seigneur Pierre-François du Fresne, chevalier, seigneur de Marcelcave et Villers-Bretonneux[26].